# Sumi
Sumi   (em japonês:  墨) é uma tinta de origem chinesa, tradicionalmente usada no Japão. Ganhou popularidade no Japão, onde foi modificada para prolongar a sua durabilidade. Como o nanquim, é uma tinta preparada a partir de uma mistura de fuligem, água e condimentos[carece de fontes?]. 
A tinta sumi é utilizada em sumi-ê, uma arte muito antiga que evoluiu do suiboku-ga que chegou ao Japão no século XV.